# Antonín Růžička (lední hokejista)
Antonín Růžička (* 29. ledna 1993) je český lední hokejista hrající na postu obránce. Ve svých dorosteneckých a juniorských letech působil v celku HC Slavia Praha. První zkušenosti se soutěží mužů nabyl v sezóně 2013/2014 v dresu Berounských Medvědů. Následující sezónu (2014/2015) působil jak v celku HC Kobra Praha, tak také mezi muži HC Slavia Praha. Zasáhl i do bojů neúspěšné baráže, po níž Slavia po 21 letech sestoupila z nejvyšší soutěže do první ligy. V ní i nadále barvy Slavie hájil. Naposledy za ni nastoupil v ročníku 2017/2018, po něm v sezóně 2018/2019 působil ve funkci asistenta trenéra u týmu benešovských Lvů.